# Nationaal park Galičica
Het Nationaal park Galičica (Национален Парк Галичица; Nacionalen Park Galičica) is een van de vier nationale parken in Noord-Macedonië. Het beslaat een gebied van 22.700 ha in het zuidwesten van het land in het Galičicagebergte en reikt van de oever van het Meer van Ohrid tot die van het Prespameer, die ondergronds in verbinding met elkaar staan. Het nationale park omvat ook het in het Prespameer gelegen eiland Golem Grad, dat bekend is om zijn slangenpopulatie.
In het park liggen achttien dorpen met ruim 5.000 inwoners, die tot de gemeenten Ohrid en Resen behoren. Sommige gedeelten van het park zijn echter strikt beschermd en alleen toegankelijk met toestemming van de parkautoriteiten. Tot deze 985 ha behoren Golem Grad, de Sint-Naum-bronnen in de buurt van het Meer van Ohrid, de klifkusten langs de beide grote meren en het gebied rond de Magaro (2.254 m), de hoogste berg van de Galičica. In het hooggebergte leven steenarenden (Aquila chrysaetos), slechtvalken (Falco peregrinus) en vale gieren (Gyps fulvus).
In het nationale park komt ook de bedreigde Balkanlynx (Lynx lynx martinoi), een nationaal symbool van Macedonië, in kleine aantallen voor.
Het park maakt sinds 2000 samen met drie andere nationale parken rond het Prespameer (het Macedonische Nationaal park Pelister, het Griekse Nationaal park Prespa en het Albanese Nationaal park Prespa) deel uit van een trilateraal grensoverschrijdend Prespapark.

## Afbeeldingen

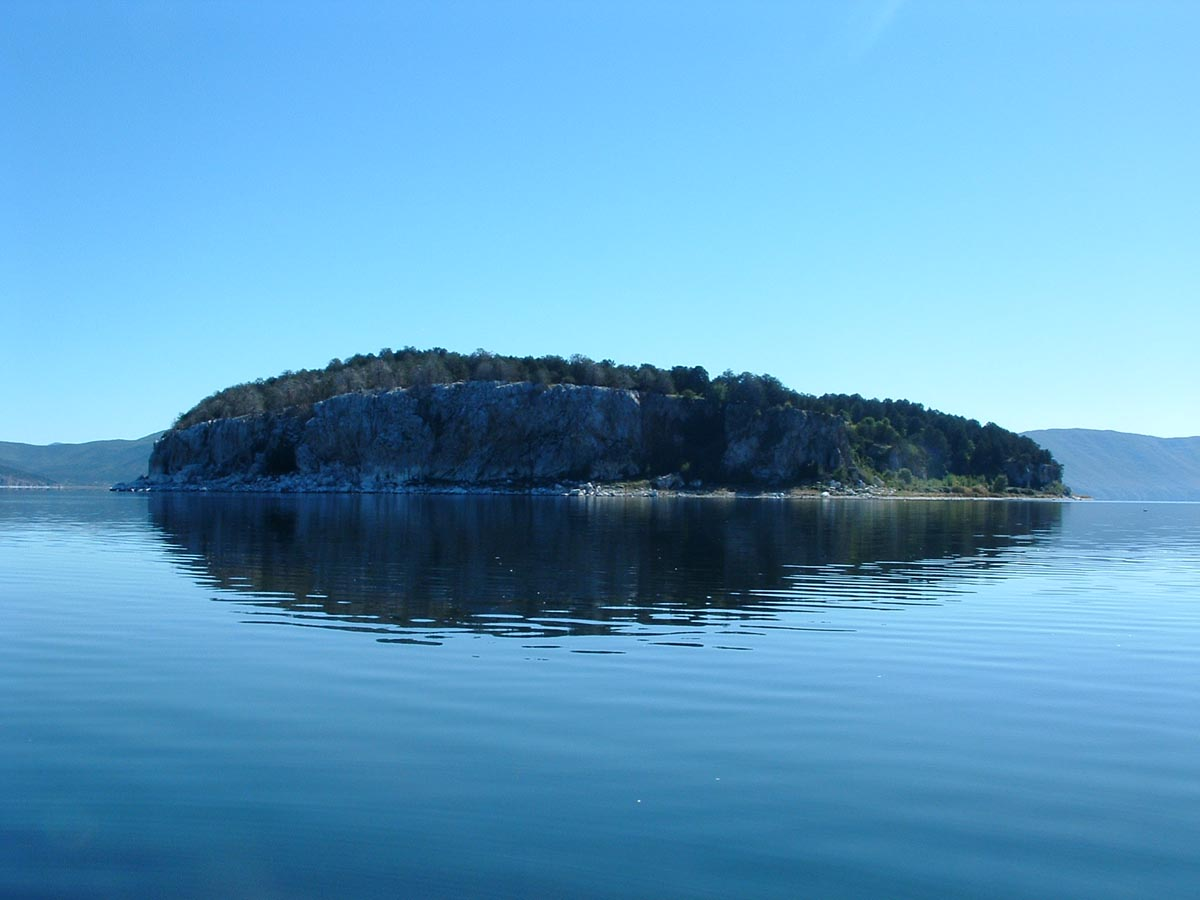
Het eiland Golem Grad.
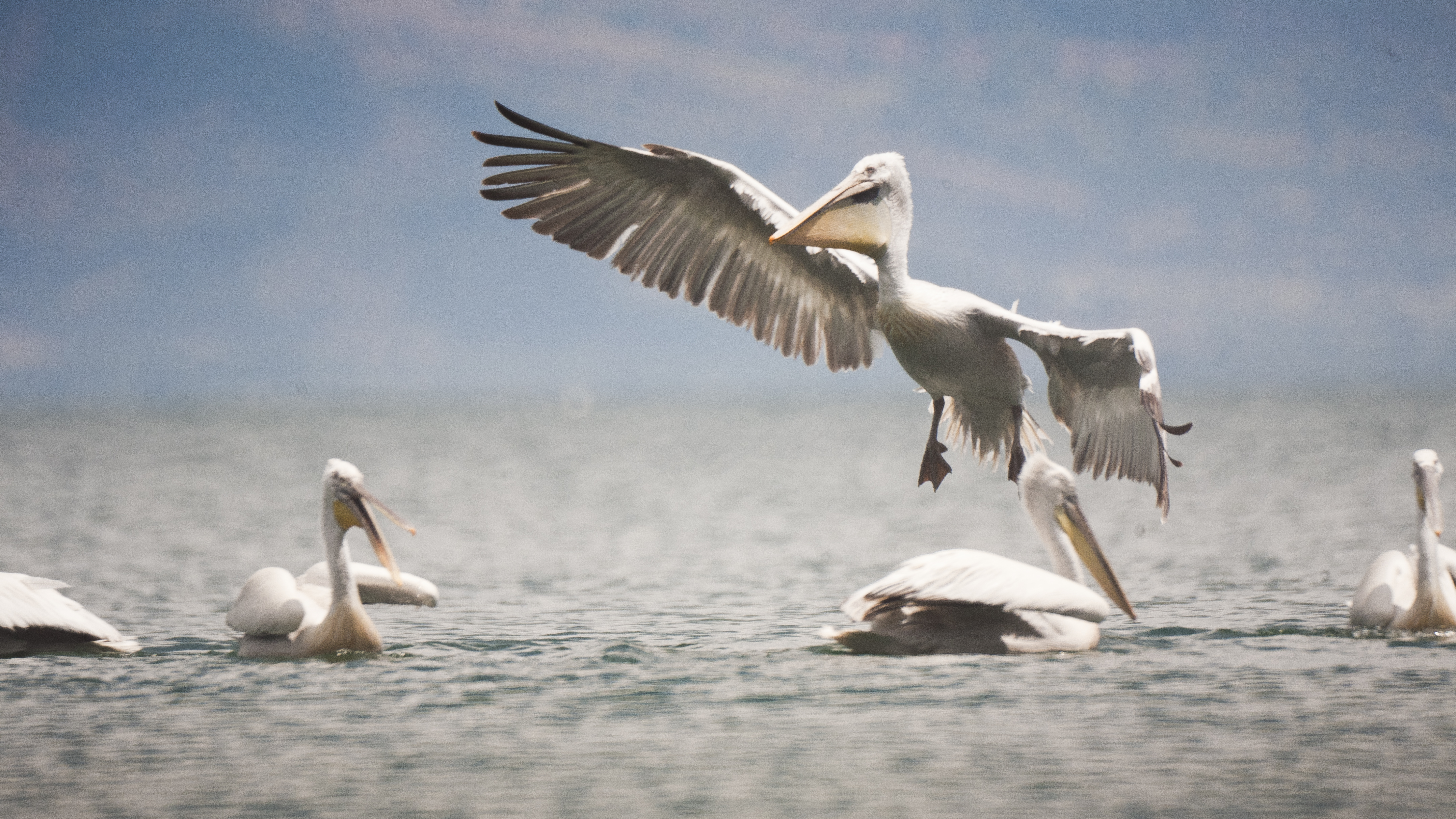
Kroeskoppelikanen (Pelecanus crispus) in het Nationaal Park Galičica.
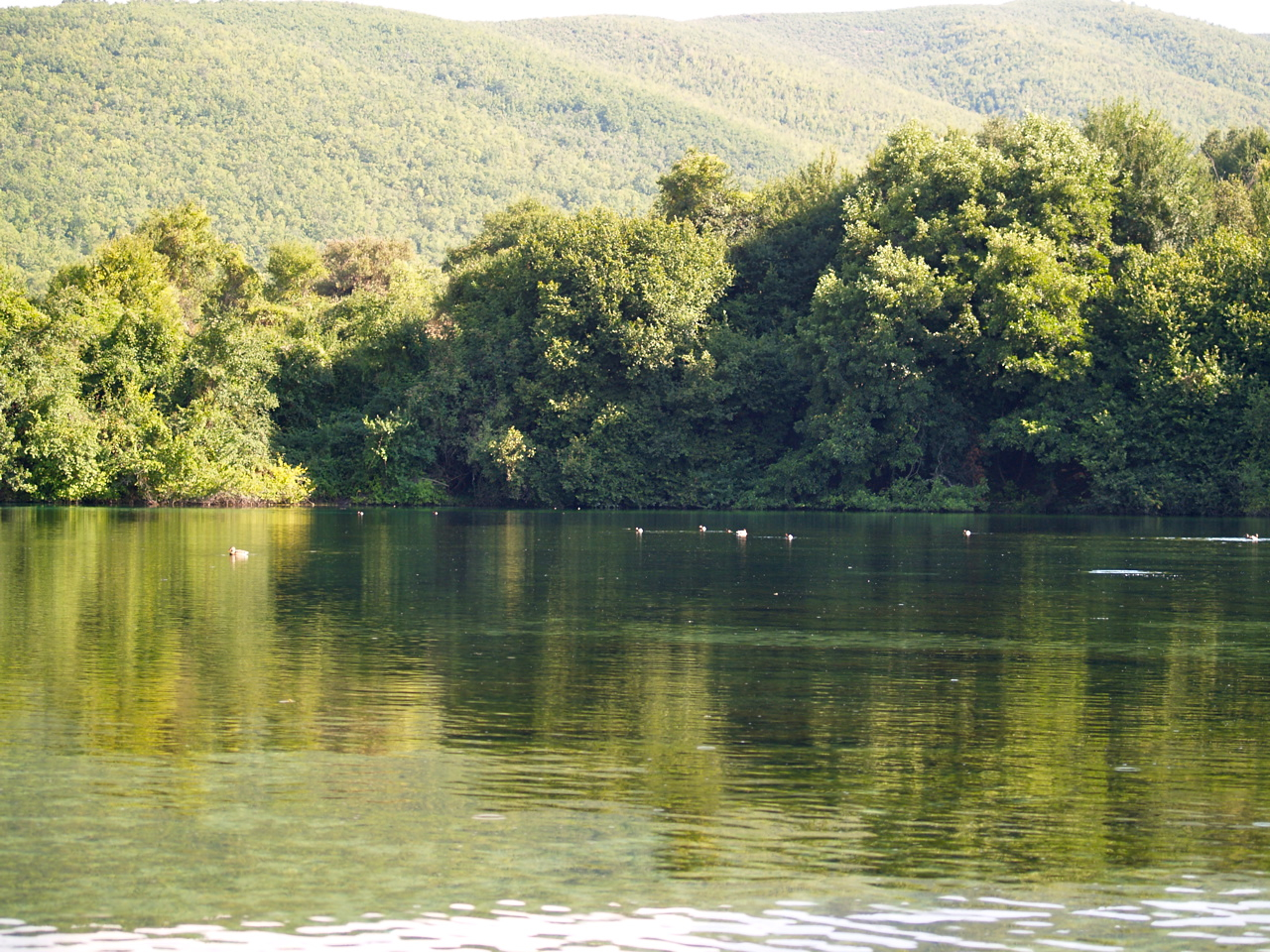
De Sint-Naum-bronnen.
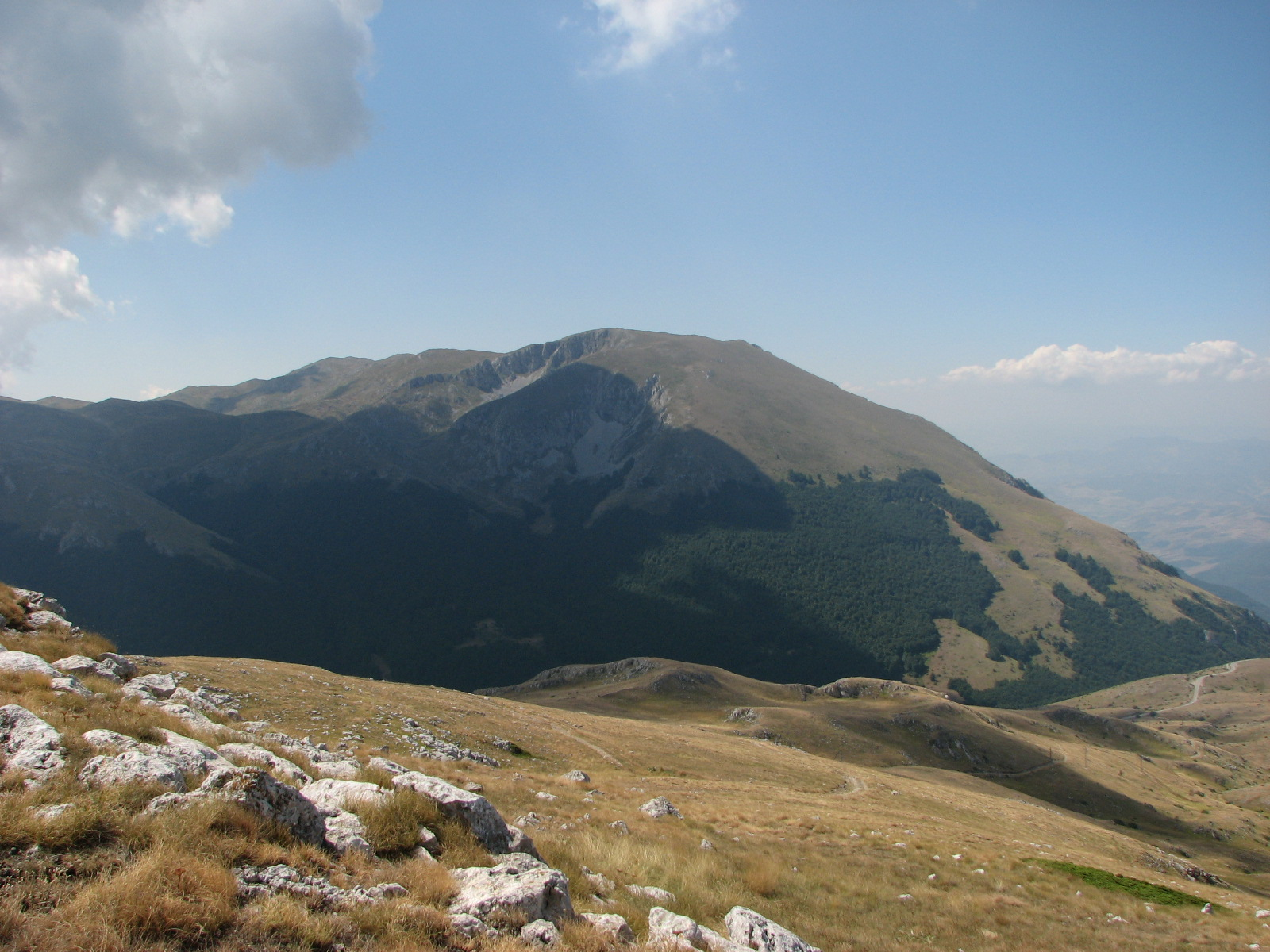
De Magaro (2.254 m).
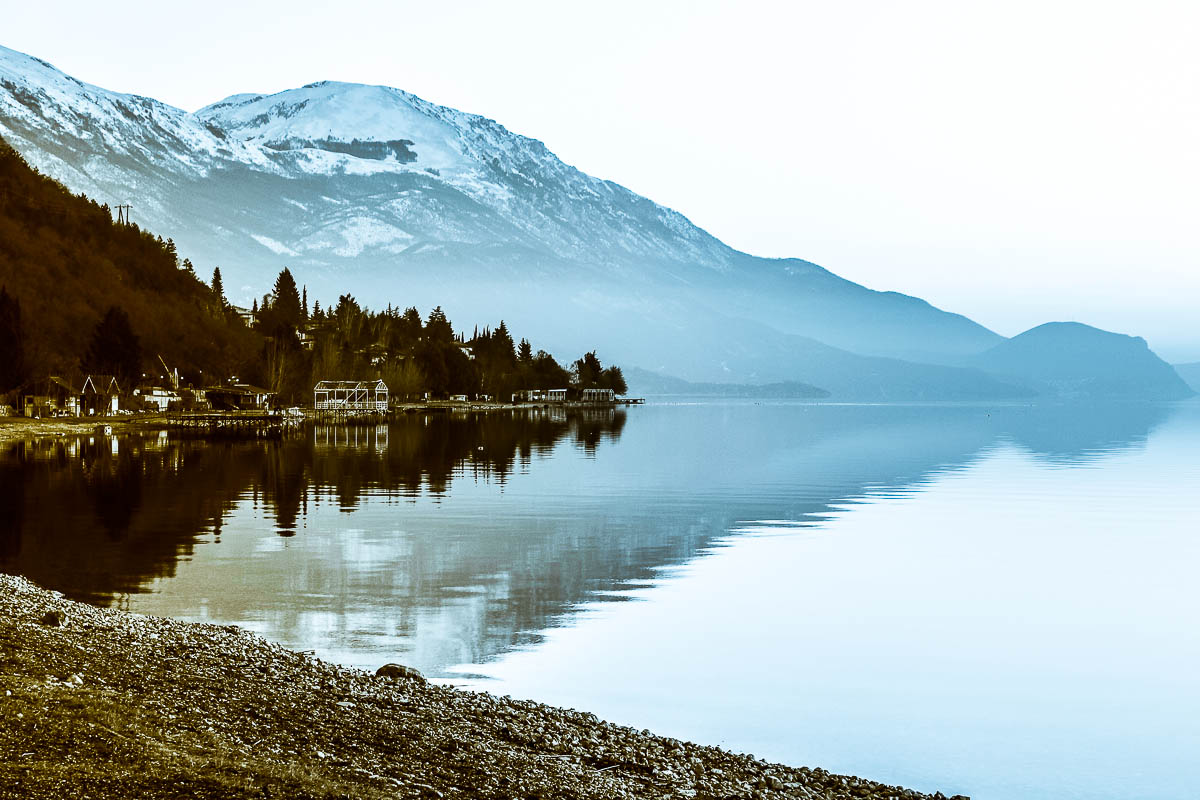
Reflectie van het gebergte in het Meer van Ohrid.
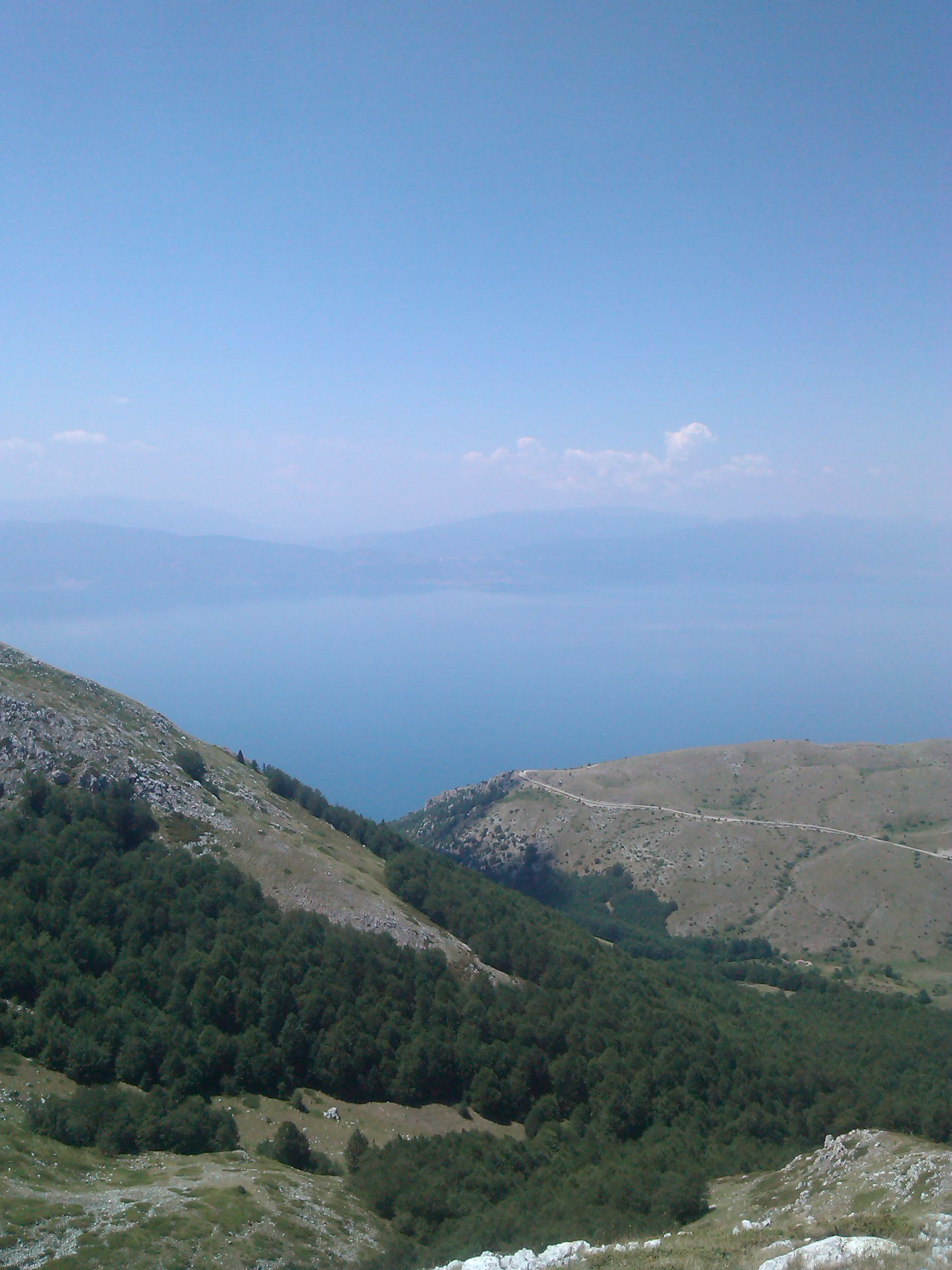
Uitzicht vanuit het Galičicagebergte.
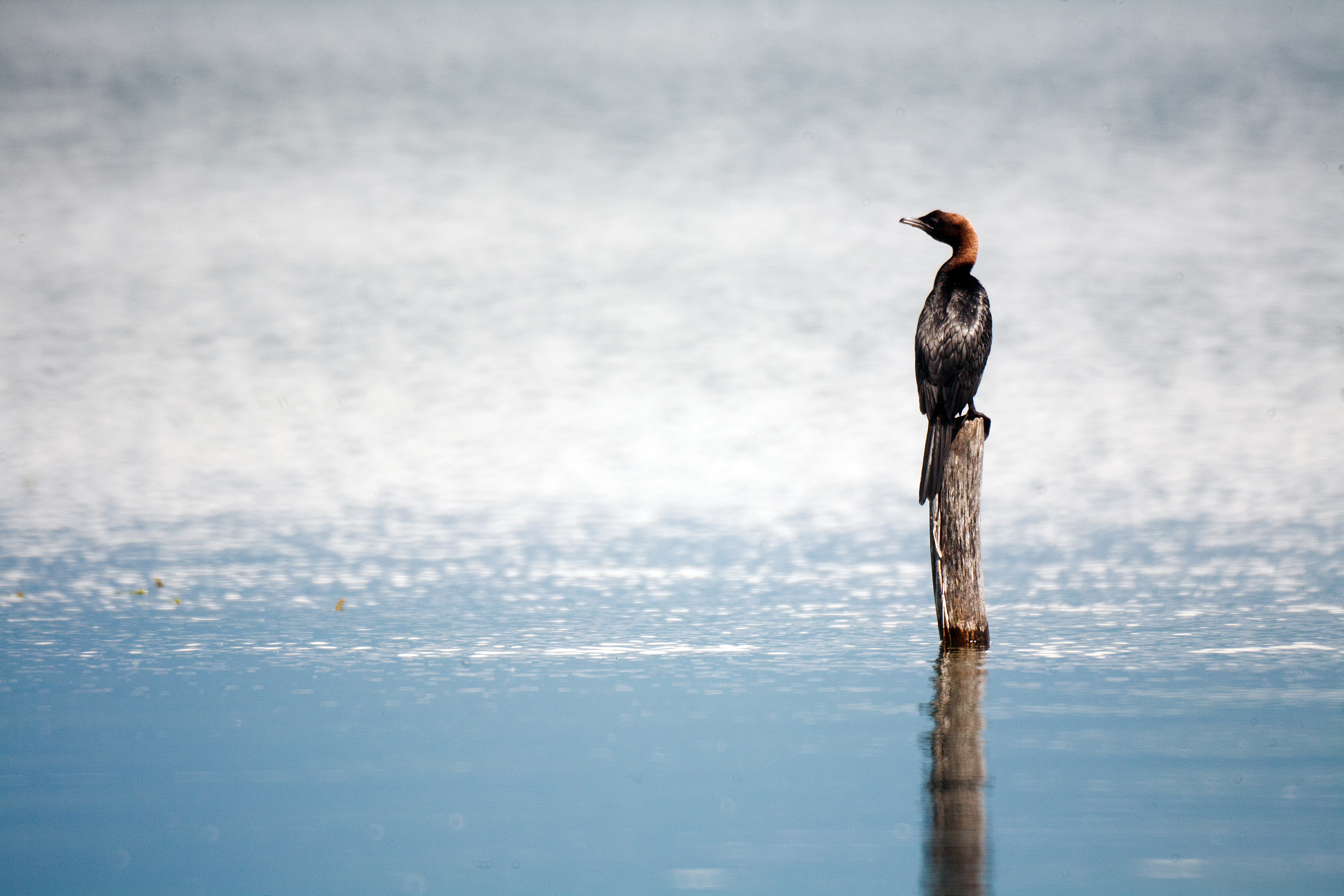
Dwergaalscholver (Microcarbo pygmeus) op het Prespameer.